# Alberto Crispo Cappai
Alberto Crispo Cappai (Sassari, 4 aprile 1851 – Modugno, 6 dicembre 1940) è stato un generale italiano.

## Biografia
Alberto Crispo Cappai nacque a Sassari, nell'allora Regno di Sardegna, nel 1851 ed ancora giovanissimo decise di intraprendere la carriera militare nell'Italia peninsulare, recandosi al Collegio militare di Milano, frequentando dal 1867 l'Accademia militare di Modena, dove il 22 agosto 1869 uscì col grado di sottotenente e venne assegnato al 3º reggimento bersaglieri di stanza a Parma.
Dal 1870, con l'esercito regio piemontese, prese parte alla Breccia di Porta Pia per la liberazione di Roma con la 12ª brigata del 3º reggimento, venendo promosso al grado di tenente dal 26 agosto 1877. Dal 1879 venne aggregato al corpo dello Stato Maggiore nel quale, dal 1 giugno 1882, venne promosso capitano.
Assegnato alla fanteria, l'11 ottobre 1888 venne promosso maggiore nel 25º reggimento per poi tornare nello Stato Maggiore dal 14 agosto 1892, venendo destinato al 1º Corpo d'Armata. Due anni più tardi divenne capo dello Stato Maggiore della Divisione Militare di Palermo.
Il 9 dicembre 1897 venne promosso colonnello comandante del 59º reggimento di fanteria ed il 12 ottobre 1898 partì alla volta di Creta per assumere il comando delle truppe italiane che presero parte alla Guerra greco-turca, rientrando da questo servizio l'8 luglio 1899. Distintosi brillantemente nelle azioni, venne nominato colonnello nello Stato Maggiore e capo dello stato maggiore del IX corpo d'armata.
Il 18 gennaio 1905 venne promosso maggiore generale e nominato comandante della Brigata Casale, per poi essere assegnato dal 7 dicembre di quello stesso anno alla direzione della scuola centrale di tiro di fanteria di Parma. Nel 1910 venne promosso tenente generale, divenendo comandante della Divisione Militare di Ravenna, venendo richiamato in servizio temporaneo con essa nel 1913 durante la prima guerra mondiale e dal 2 maggio 1915 divenne comandante territoriale del Corpo d'Armata di Palermo, per poi passare a quello di Bari dall'anno successivo.
Collocato in riserva nel 1919, venne definitivamente collocato a riposo nel 1929 morendo a Modugno dove si era ritirato a vita privata nel 1940.